# Shalom Arush
Shalom Arush (en hebreo: שלום ארוש) es un rabino israelí del movimiento jasídico Breslev, nacido el 15 de abril de 1952. Es el fundador de la yeshivá Chut Shel Chessed (en español: "hilo de bondad"). Él promueve las enseñanzas de Najman de Breslev.

## Primeros años
Arush nació en una familia que tenía nueve hijos, en la ciudad marroquí de Beni Mellal y estudió en una escuela de la Alianza Israelita Universal. Arush emigró a Israel, cuándo él tenía trece años.

## Estudios
La familia Arush se instaló en la ciudad israelí de Petaj Tikva y Arush estudió en una escuela religiosa del estado, más tarde fue alumno de un instituto secular. Después de su servicio militar en el ejército, Arush estudió economía y contabilidad en Universidad de Tel Aviv.

## Servicio militar
En 1970 se unió a las Fuerzas de Defensa de Israel, donde sirvió como paramédico, participando en muchas misiones, incluyendo durante la guerra de Yom Kipur.

## Teshuvá
La búsqueda de espiritualidad de Arush le llevó hasta el rabino Eliezer Berland, quien le mostró la práctica del hitbodedut, que es llevada a cabo por los jasidim de Breslev, y juntos celebraron algunas cenas de Shabbat. Además de con Berland, Arush aprendió con varios rabinos de Breslev como Levi Yitzchok Bender y Shmuel Shapiro. Arush luego se matriculó en la yeshivá Dvar Yerushalayim, al mismo tiempo, Arush empezó a observar más los preceptos (mitzvot). Finalmente, Arush se cortó el cabello, y se convirtió en un judío devoto, y en un practicante de la Torá.

## Vida personal
Su esposa se llama Miriam.

## Yeshivá

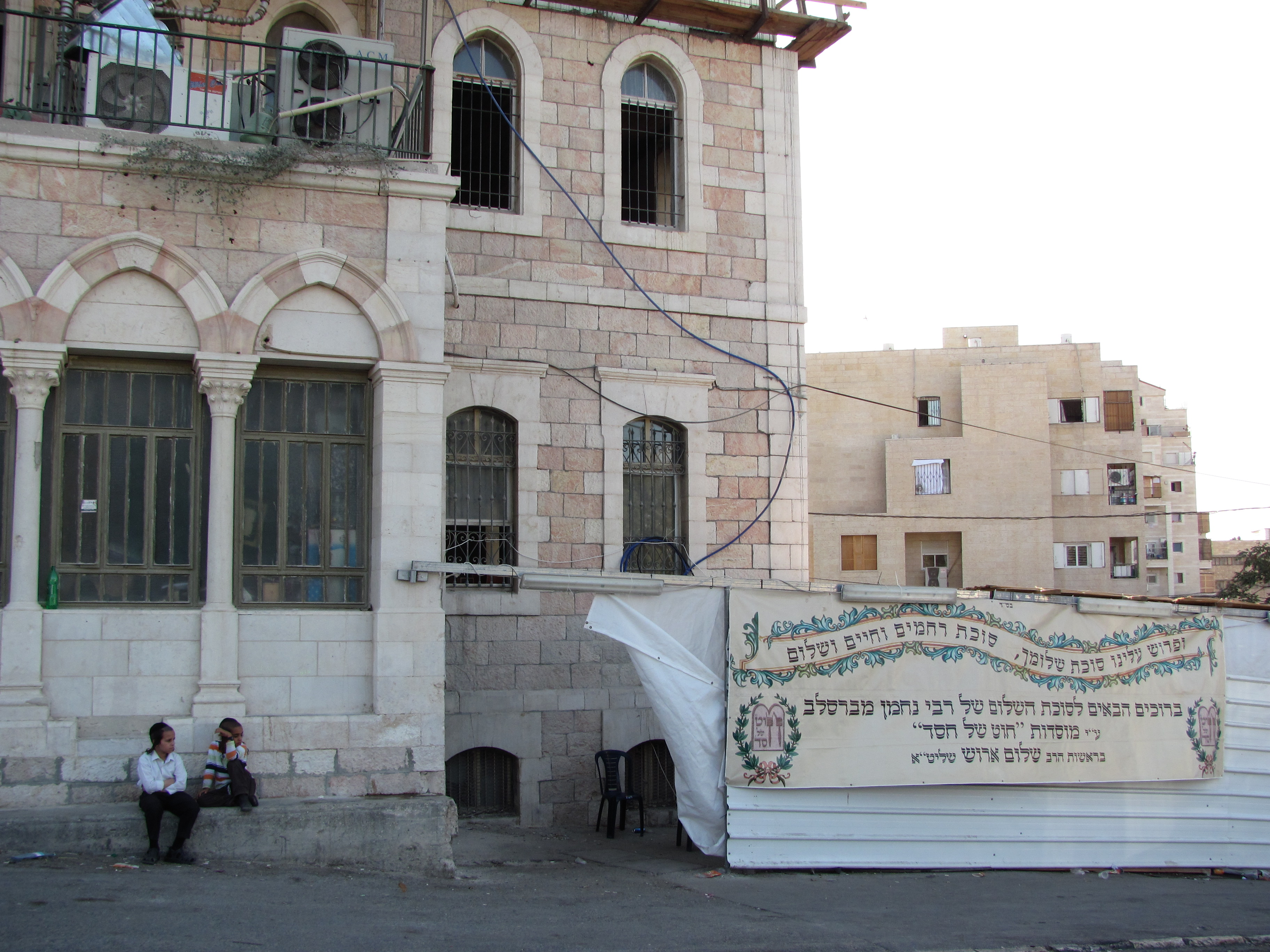
Vista parcial del edificio de la yeshivá Chut Shel Chessed en Jerusalén.

En 1985, siguiendo las directivas estabecidas por el rabino Berland, Arush abrió su propia yeshivá con quince estudiantes, un año más tarde, la yeshivá tenía ya ochenta estudiantes y se movió a su sede central actual, en el barrio de Morasha de Jerusalén.
Las instituciones Chut Shel Chessed (un hilo de bondad), incluyen una yeshivá, una academia para hombres casados, un internado para los alumnos adolescentes, y una escuela Talmud Torá para los niños.
La organización se especializa en la crianza de jóvenes en riesgo, y algunos de sus alumnos han llegado a ser escritores, actores y músicos. Entre los alumnos célebres del Arush se encuentra el actor israelí Shuli Rand, quién actuó en la película Ushpizin.
En 1998, Arush abrió una rama de Chut Shel Chesed en Ashdod, Israel, y nombró jefe del programa de ordenación rabínica, a su estudiante, el rabino Lazer Brody, otro ex soldado de las FDI que hizo teshuvá. En 2006, esta rama se fusionó de nuevo con la yeshivá de Jerusalén. En ese mismo año, el rabino Lazer Brody pasó a ser el guía espiritual de los estudiantes de Arush, así como el traductor al idioma inglés de los libros de Arush.

## Libros
Arush es el autor de varios libros que han sido traducidos del hebreo al inglés, al español, al francés, al ruso, al alemán, al portugués, y al yidis.
- Garden of Peace: A Marital Guide for Men Only
- Garden of Emuna: A Practical Guide to Life
- Women's Wisdom (Garden of Peace for women only)
- In Forest Fields: A Unique Guide to Personal Prayer
- The Garden of Yearning: The Lost Princess
- Garden of Joy
- Garden of Riches: A Guide to Financial Success
- Be-Gan HaOsher - Hebrew
- Likutei Moharan, Vol. 1
- The Garden of Gratitude